# Aire d'attraction de Saint-Aignan
L'aire d'attraction de Saint-Aignan est un zonage d'étude défini par l'Insee pour caractériser l’influence de la commune de Saint-Aignan sur les communes environnantes. Publiée en octobre 2020, elle se substitue à l'aire urbaine de Saint-Aignan, qui comportait 4 communes dans le dernier zonage qui remontait à 2010.

## Définition
L'aire d'attraction d'une ville est composée d’un pôle, défini à partir de critères de population et d’emploi ainsi que d’une couronne constituée des communes dont au moins 15 % des actifs travaillent dans le pôle. Le pôle d’attraction constitue ainsi un point de convergence des déplacements domicile-travail,.

## Type et composition
L’aire d'attraction de Saint-Aignan est une aire intra-départementale qui comporte 5 communes en Loir-et-Cher. 
Elle est catégorisée dans les aires de moins de 50 000 habitants, une catégorie qui regroupe 12,2 % au niveau national.

### Carte

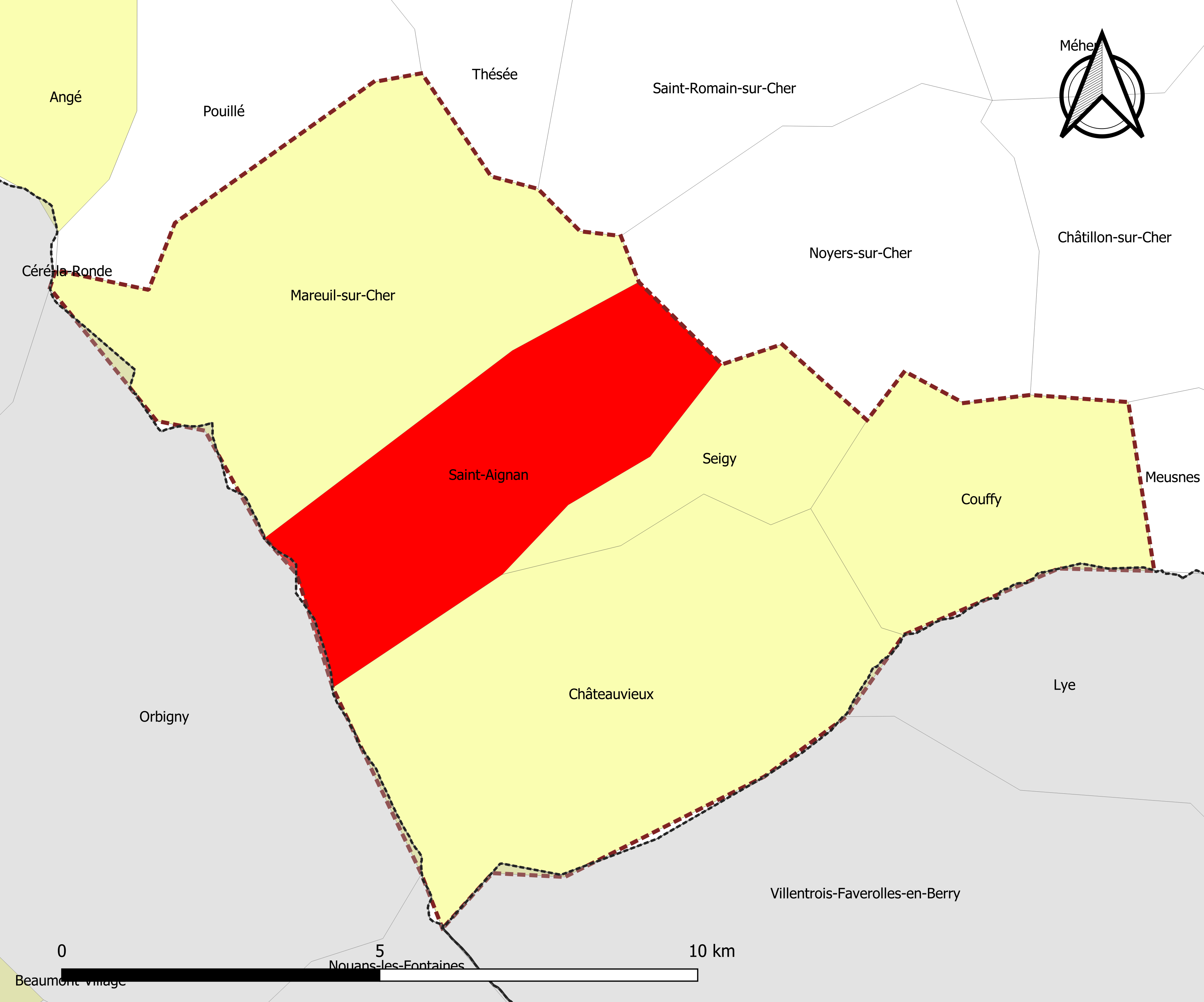
Carte de l'aire d'attraction de Saint-Aignan.
Commune-centre
Commune de la couronne

### Composition communale
| Nom                           | Code Insee | Département  | Statut                 | Superficie (km2) | Population (dernière pop. légale) | Densité (hab./km2) | Modifier                                    |
| ----------------------------- | ---------- | ------------ | ---------------------- | ---------------- | --------------------------------- | ------------------ | ------------------------------------------- |
| Saint-Aignan (commune-centre) | 41198      | Loir-et-Cher | commune-centre         | 18,48            | 2 826 (2022)                      | 153                | modifier les données · modifier les données |
| Châteauvieux                  | 41042      | Loir-et-Cher | commune de la couronne | 33,48            | 524 (2022)                        | 16                 | modifier les données · modifier les données |
| Couffy                        | 41063      | Loir-et-Cher | commune de la couronne | 14,92            | 503 (2022)                        | 34                 | modifier les données · modifier les données |
| Mareuil-sur-Cher              | 41126      | Loir-et-Cher | commune de la couronne | 31,88            | 1 155 (2022)                      | 36                 | modifier les données · modifier les données |
| Seigy                         | 41239      | Loir-et-Cher | commune de la couronne | 8,18             | 982 (2022)                        | 120                | modifier les données · modifier les données |